# Tom Daschle

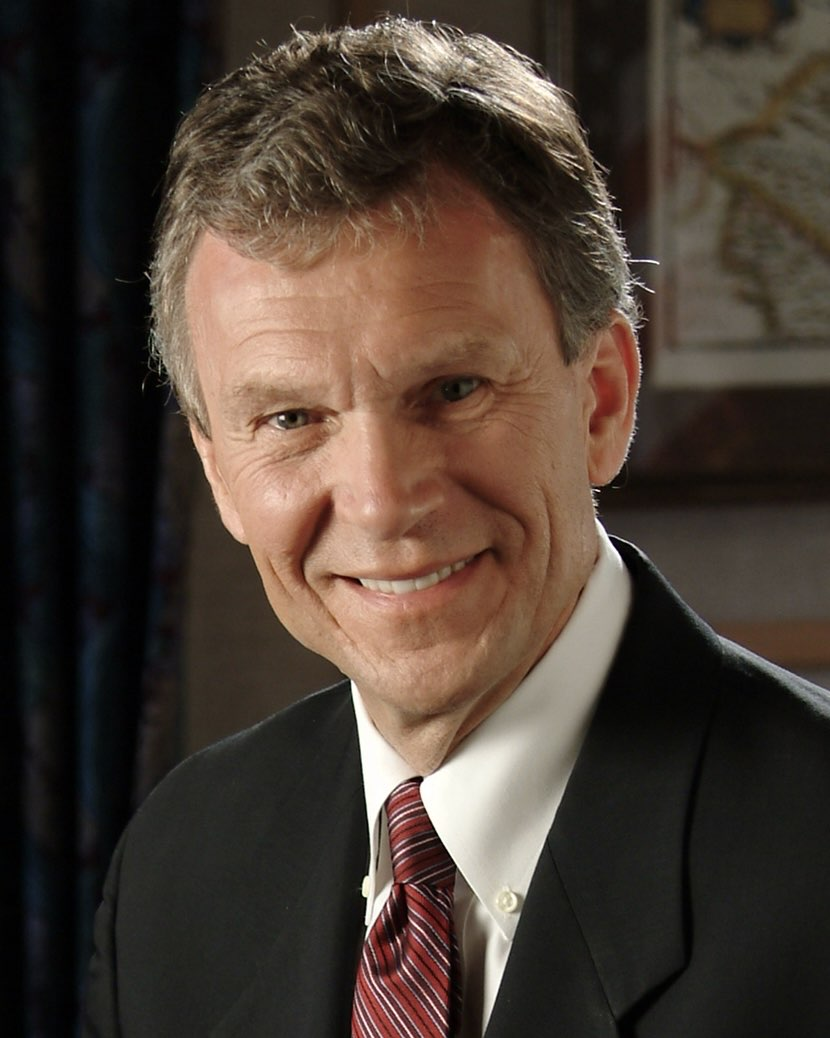
Tom Daschle

Thomas Andrew (Tom) Daschle (Aberdeen, South Dakota, 9 december 1947) is een voormalig Amerikaans Democratisch senator voor South Dakota van 1987 tot 2005. Hij verloor in 2005 zijn senaatszetel, terwijl hij tevens Senate Minority Leader was. Dit was een niet-alledaagse gebeurtenis binnen de Amerikaanse politiek.
In september 2005 wijzigde Daschle de naam van zijn politieke actiecomité van DASHPAC in New Leadership for America PAC en ondernam hij andere acties die werden geïnterpreteerd als voorbereidingen op een kandidatuur voor de Amerikaanse presidentsverkiezingen van 2008. Op 2 december 2006 kondigde hij echter aan dat hij geen kandidaat zou zijn voor president in 2008. Op 19 november 2008 werd bekend dat Daschle was voorgedragen als minister van Volksgezondheid in de regering van Barack Obama, maar op 3 februari 2009 trok Daschle zich voor deze post terug in verband met de belastingproblemen waardoor zijn benoeming al was vertraagd.
- Bibsys: 11017388
- Gemeinsame Normdatei: 12442581X
- International Standard Name Identifier: 0000 0000 5704 3555
- Library of Congress Control Number: n80055560
- National Archives and Records Administration: 177146496
- Nationale Bibliotheek van Israël: 987007453754205171
- Nederlandse Thesaurus van Auteursnamen: 249953544
- SNAC: w6kf2n5f
- Système universitaire de documentation: 078744504
- Biographical Directory of the United States Congress: D000064
- Virtual International Authority File: 60016316
- WorldCat: E39PBJdCkYVp6JCvMbPxBmtMyd